# Aït Bougoumez-Tal

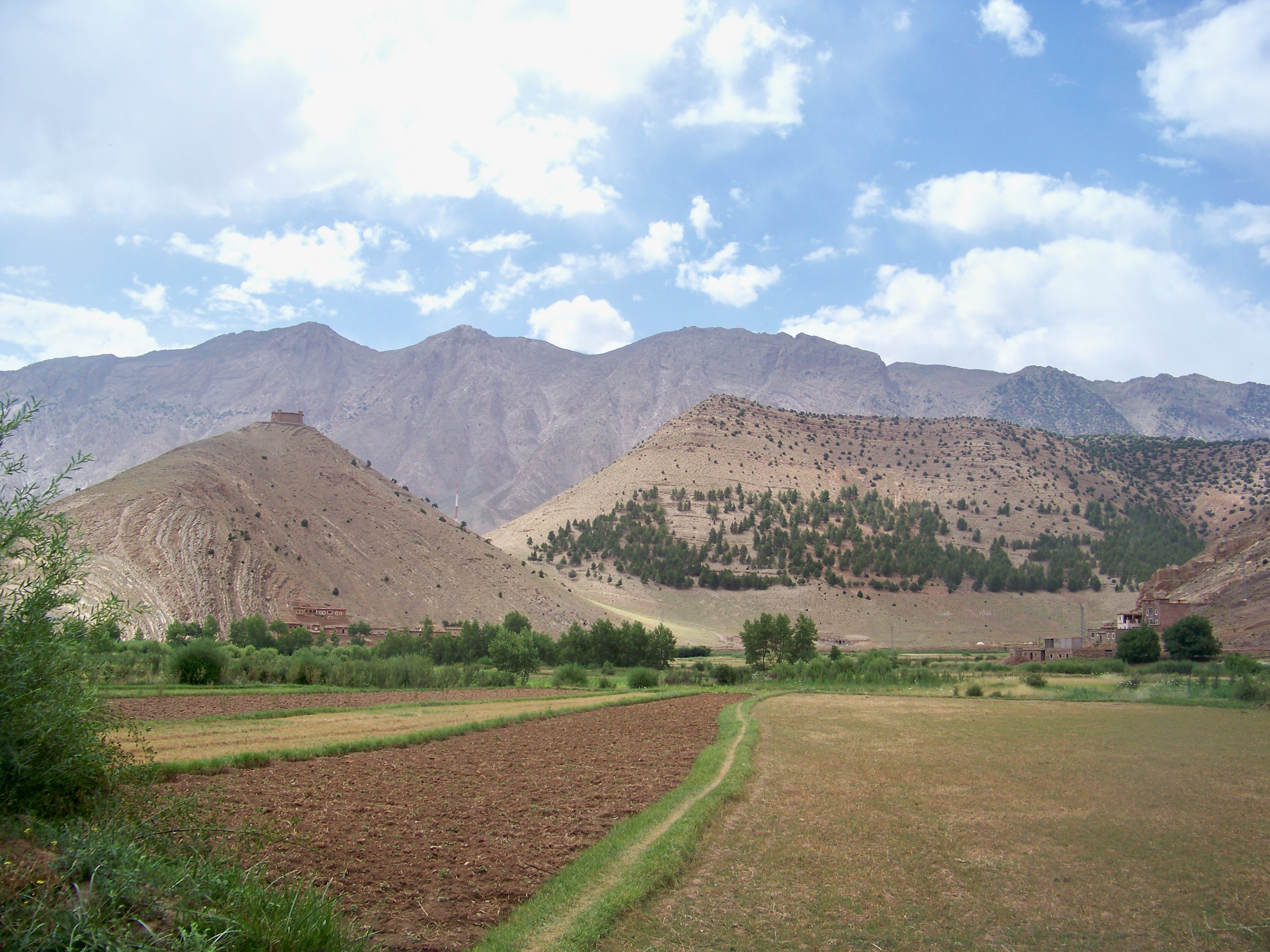
Felder und Berge im Aït Bougoumez-Tal

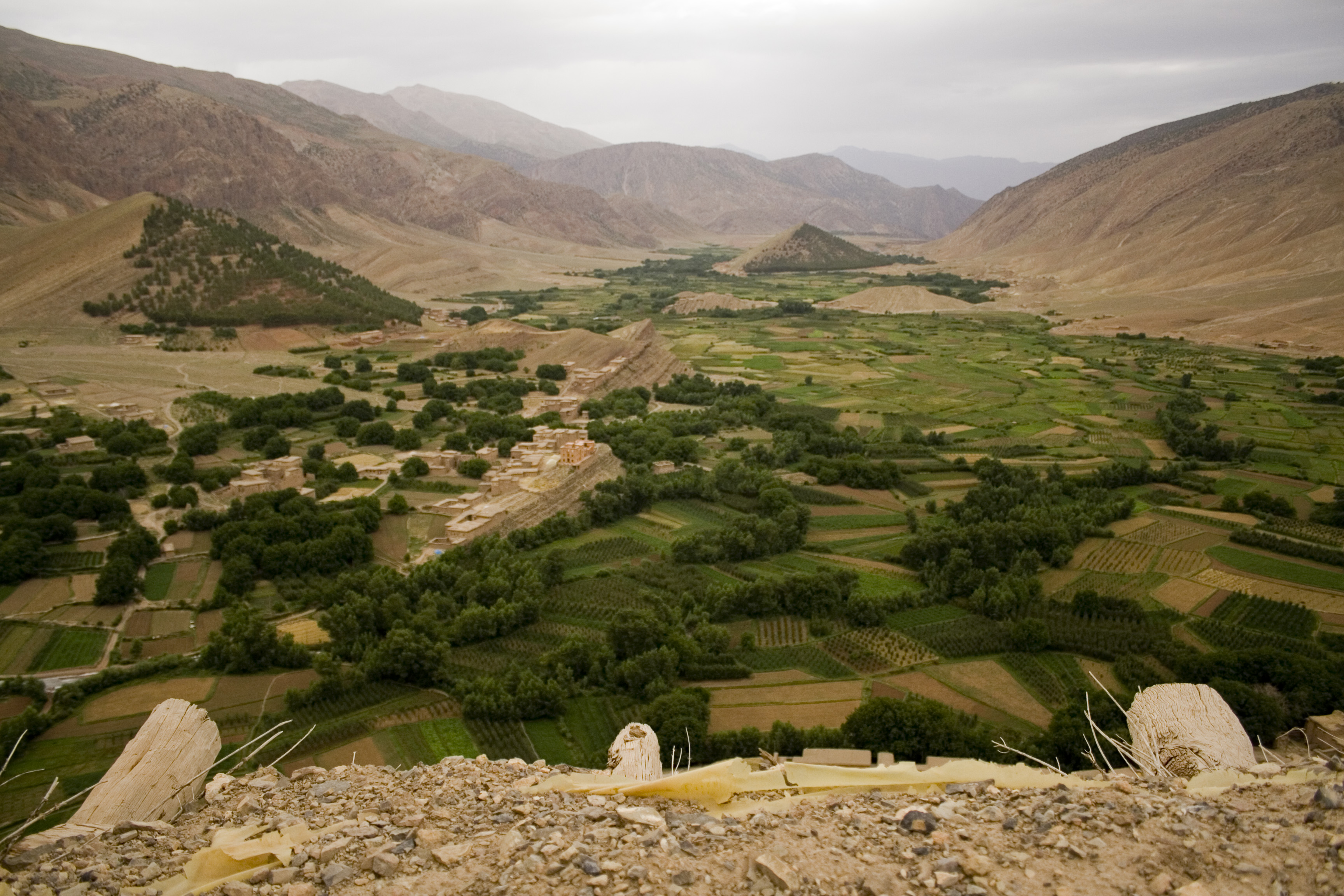
Blick ins Aït Bougoumez-Tal vom Dach des Agadir Sidi Moussa

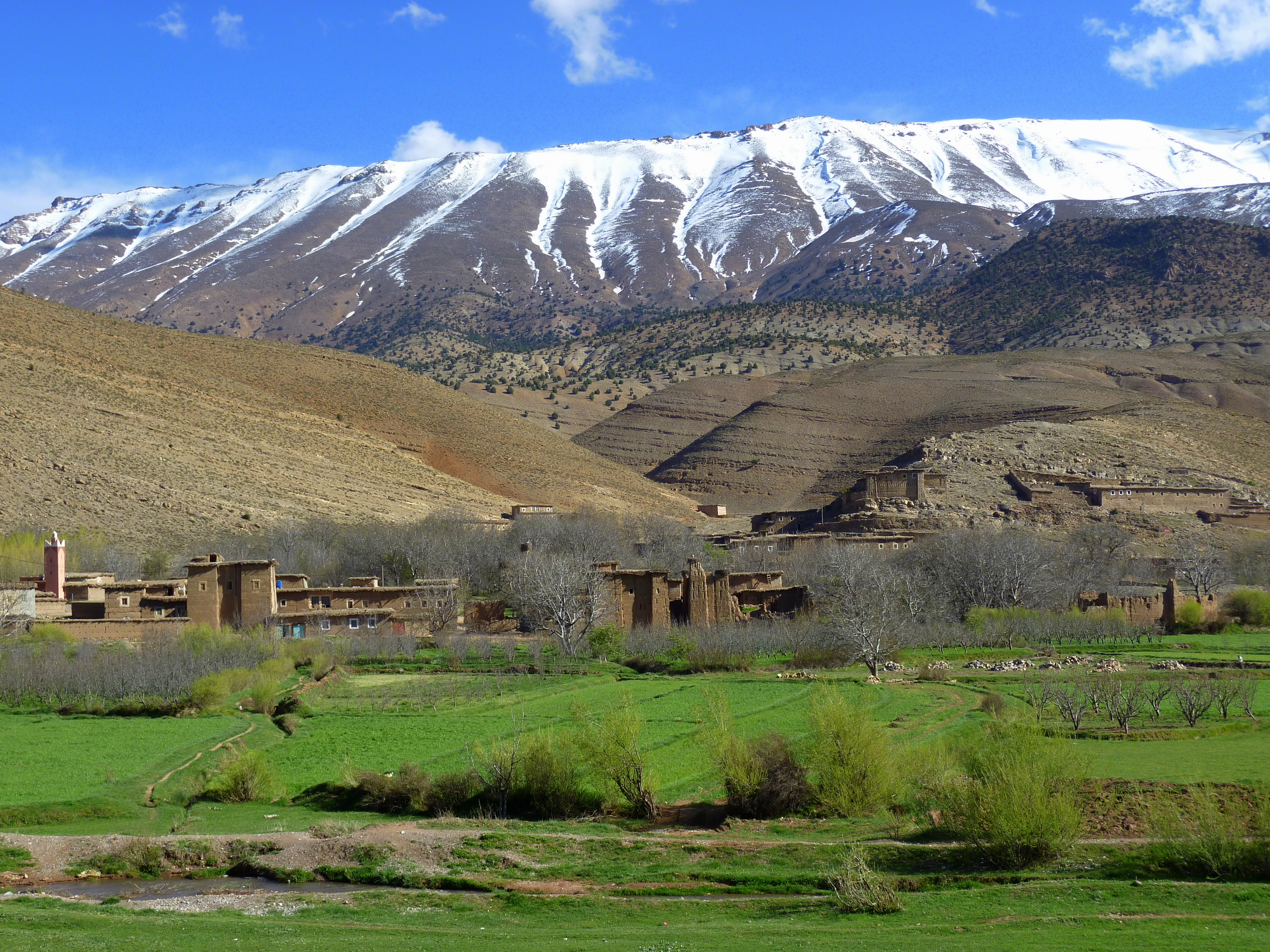
Dorf bei Tabant und Jbel M’Goun-Massif

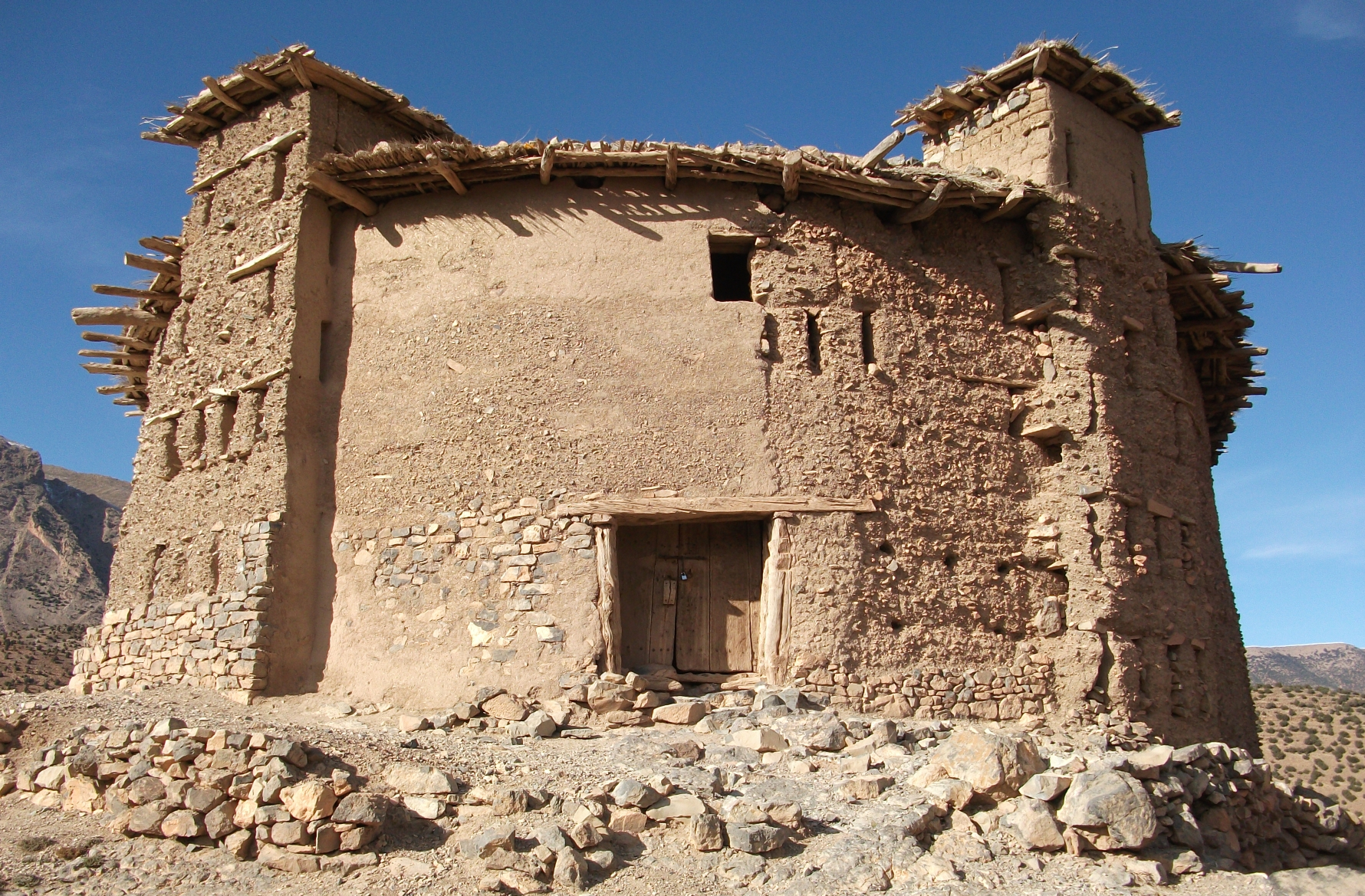
Timit, Agadir Sidi Moussa

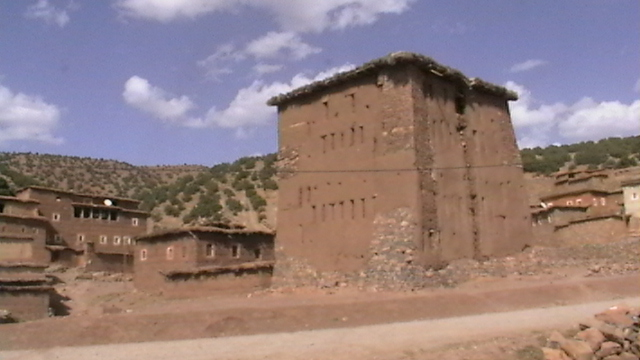
Ibakliwin, Wehr- und Speicherturm

Das Aït Bougoumez-Tal (auch Aït Bouguemez-Tal) ist ein Bergtal auf der Nordseite des Hohen Atlas in der Provinz Azilal in der Region Béni Mellal-Khénifra in Marokko. Wegen seiner Fruchtbarkeit – je nach winterlichen Schnee- bzw. Regenfällen sind zwei Ernten möglich – und wegen seines ausgeglichenen Klimas hat es den Beinamen vallée heureuse ‚glückliches Tal‘ erhalten.

## Lage
Das etwa 1800 m bis 1900 m hoch gelegene Aït Bougoumez-Tal beginnt etwa 30 km südöstlich von Azilal und zieht sich weitere 25 km in südlicher Richtung bis nach Agouti und Tabant bzw. Ibakliwin. Wenige Kilometer weiter südlich erhebt sich das langgestreckte, über 4000 m hohe Jbel M’Goun-Massiv.

## Bevölkerung
Die etwa 14.000 Einwohner des Tals sind nahezu ausschließlich berberischer Abstammung und leben verstreut in mehr als 30 Dörfern; größter Ort und Verwaltungszentrum ist Tabant, wo auch ein Wochenmarkt stattfindet. Gesprochen wird der regionale Dialekt des Zentralatlas-Tamazight, aber auch Marokkanisches Arabisch und ein wenig Französisch.

## Wirtschaft
Die Wirtschaft des abgelegenen, aber fruchtbaren Tals war jahrhundertelang auf Selbstversorgung und Autarkie ausgerichtet; Märkte waren schlichtweg zu weit entfernt und Esel waren die einzigen Transportmittel. Ein System strenger Kontrollen (agdal), welches sich strikt an der Verfügbarkeit, am individuellen Bedarf und am gemeinschaftlichen Nutzen der natürlichen Ressourcen (Wasser, Boden, Holz etc.) orientierte, ermöglichte den Bewohnern des Hochtals ein erfolgreiches und nachhaltiges Überleben.

## Geschichte
Trotz fehlender schriftlicher Aufzeichnungen ist davon auszugehen, dass das Hochtal schon seit Jahrhunderten besiedelt ist, wobei in früheren Jahrhunderten ein ständiger Konflikt zwischen wandernden Viehnomaden und sesshaften Bauern um die Nahrungsressourcen bestanden haben muss, der sicherlich des Öfteren nur gewaltsam gelöst wurde. Noch im frühen 20. Jahrhundert lebten die Bewohner weitgehend abgeschnitten von der Außenwelt – eine Situation, die sich erst mit verbesserten Transportmöglichkeiten und zunehmendem Tourismus änderte. Dennoch ist das Tal in vieler Hinsicht immer noch recht ursprünglich geblieben.

## Sehenswürdigkeiten
Wie das Ourika-Tal so bietet auch das Aït Bougoumez-Tal neben seinen landschaftlichen Schönheiten vielfältige Einblicke in das Leben und die Kultur der Berber des Hohen Atlas.
- Der runde Agadir Sidi Moussa oberhalb des Dorfes Timit gehört zu den eigenartigsten und imposantesten Bauten seiner Art in ganz Marokko.
- Viele Dörfer (darunter Timit und Ibakliwin) verfügen noch über einige bewohnte Lehmhäuser; andere sind jedoch bereits aufgegeben und durch Neubauten aus Hohlblocksteinen und Betondecken ersetzt worden.
- Der auf einer etwa 4 km von Timit entfernten Bergkuppe gelegene Agadir Sidi Chita ist nur noch teilweise erhalten.
- Die Kasbah von Ibakliwin ist eine Art Wehr- und Speicherturm auf quadratischem Grundriss.
- Bei Ibakliwin gibt es überdies mehrere Felsblöcke mit Dinosaurier-Fährten.
- Der etwa 30 km lange Weg zur Zaouiat Ahansal kann mit geländegängigen Fahrzeugen befahren oder aber erwandert werden.

## Trekking
Vom Aït Bougoumez-Tal aus sind verschiedene Wanderungen bzw. Trekking-Touren möglich. Eine der längsten ist eine meist im Frühjahr und Sommer unternommene Dreitagestour von Agouti ausgehend auf den Jbel M’Goun (4068 m). Weitere technisch anspruchsvolle Touren führen durch die Berge des Hohen Atlas nach Imlil oder über Zaouiat Ahansal ins Anergui-Tal.